# Josefine Tengblad
Josefine Tengblad, née le 14 novembre 1978, est une productrice, scénariste et actrice suédoise.

## Filmographie

### Productrice
- 2009-2010 : Wallander : Enquêtes criminelles (série télévisée) (12 épisodes)
- 2011 : Maria Wern : Drömmar ur snö (sv)
- 2011 : Maria Wern (série télévisée) (1 épisode)
- 2011 : Må döden sova
- 2011 : Kyss mig
- 2012 : Kalla ingenting försent (documentaire)
- 2012 : Hamilton : Men inte om det gäller din dotter (sv)
- 2012 : Solsidan (sv) (série télévisée) (4 épisodes)
- 2013 : Familjen Holstein-Gottorp (sv) (série télévisée)
- 2013 : Mig äger ingen
- 2012-2015 : Meurtres à Sandhamn (série télévisée) (9 épisodes)
- 2015 : Modus (série télévisée) (8 épisodes)

### Scénariste
- 2011 : Kyss mig

### Actrice
- 2009-2010 : Wallander : Enquêtes criminelles (série télévisée) : Thérèse
- 2011 : Kyss mig : Elin, la petite amie de Frida
- 2015 : Modus (série télévisée) : Sophie Dahlberg